# Tilde (namn)

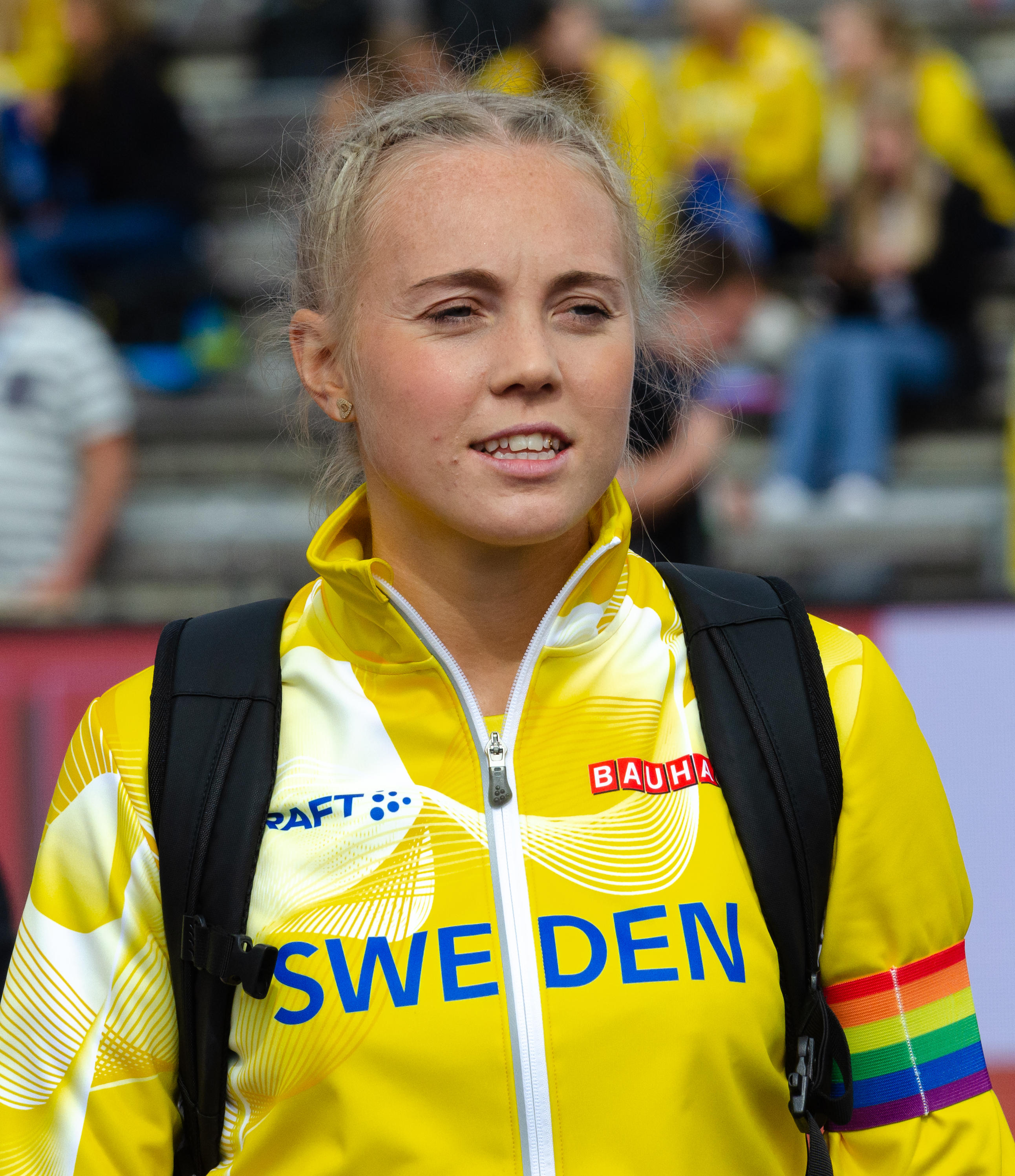
Tilde Johansson, 2023.

Tilde är ett kvinnonamn. Namnet är en kortform av det ursprungligen forntyska namnet Matilde, som är sammansatt av ord som betyder "styrka" och "strid"; en annan form av det namnet är Matilda. 
I den finlandssvenska namnsdagslängden har Tilde namnsdag 14 mars sedan 2010.

## Personer med namnet Tilde
- Tilde de Paula Eby
- Tilde Fröling
- Tilde Johansson, friidrottare
- Tilde (sångare)